# Крижана безмовність
Крижана безмовність (англ. Arctic Blue) — американо-канадський трилер 1993 року.

## Сюжет
Ерік Десмонд, еколог нафтової компанії на Алясці, супроводжує обвинуваченого у вбивстві трьох браконьєрів мисливця Бена Корбета в Фейрбанкс, де тому повинні винести вирок. Але літак зазнє аварії і вони опиняються на крижаній гірській вершині. Тепер вони змушені покладатися один на одного. Однак, Ерік нічого не знає про виживання у дикій природі, а Корбет у цьому є експертом.

## У ролях
| Актор            | Роль                 |
| ---------------- | -------------------- |
| Рутгер Гауер     | Бен Корбетт          |
| Ділан Волш       | Ерік Десмонд         |
| Ріа Кілстедт     | Енн Марі             |
| Джон Кетберт     | Лемейл               |
| Джон Беар Кертіс | Мітчелл              |
| Білл Крофт       | «Вікінг» Боб Корбетт |
| Річард Бредфорд  | Вайлдер              |
| Кевін Куні       | Мейерлінг            |
| Майкл Лавренчук  | Ерл Кенай            |
| Стівен Е. Міллер | Артур Нефф           |